# Aubert C. Dunn

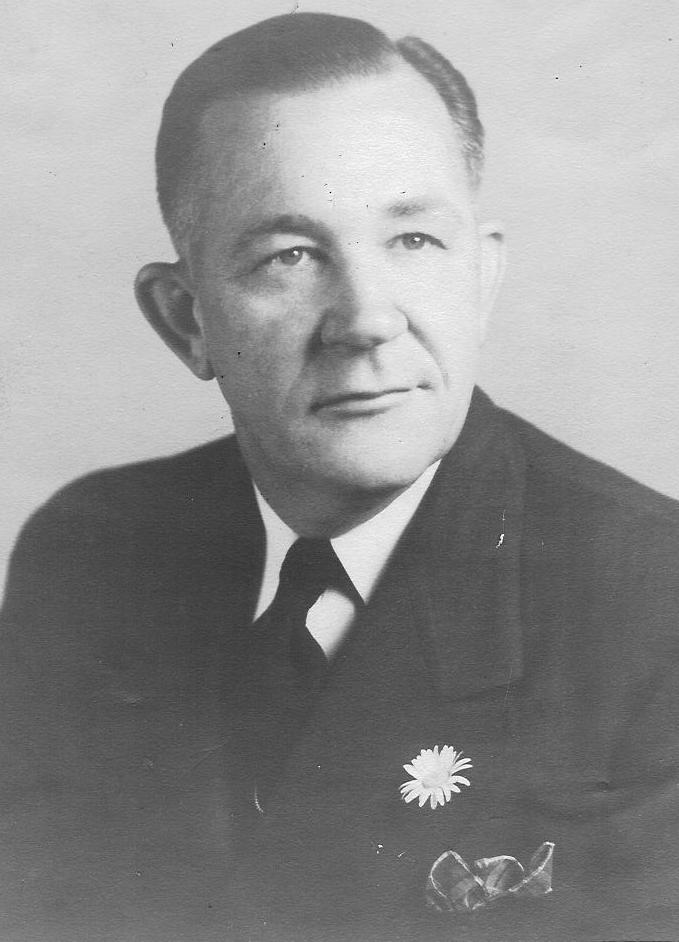
Aubert C. Dunn

Aubert Culbertson Dunn (* 20. November 1896 in Meridian, Mississippi; † 4. Januar 1987 in Mobile, Alabama) war ein US-amerikanischer Politiker. Zwischen 1935 und 1937 vertrat er den fünften Wahlbezirk des Bundesstaates Mississippi im US-Repräsentantenhaus.
Sein Sohn Winfield Dunn war von 1971 bis 1975 Gouverneur von Tennessee.

## Werdegang
Nach der Grundschule studierte Aubert Dunn an der University of Mississippi in Oxford und danach an der University of Alabama in Tuscaloosa. Im Jahr 1917 war er Reporter für die Zeitung "Cincinnati Enquirer". Während des Ersten Weltkrieges diente er in der US-Marine. Nach dem Krieg studierte er Jura. Nach seiner im Jahr 1924 erfolgten Zulassung als Rechtsanwalt begann er in Meridian in seinem neuen Beruf zu arbeiten. Zwischen 1931 und 1934 war er Bezirksstaatsanwalt im zehnten Gerichtsbezirk.
Dunn war Mitglied der Demokratischen Partei. 1934 wurde er im fünften Distrikt von Mississippi in das US-Repräsentantenhaus in Washington gewählt. Dort löste er am 3. Januar 1935 Ross A. Collins ab, der sich erfolglos um die Nominierung der Demokratischen Partei für den US-Senat bewarb. Dunn absolvierte bis zum 3. Januar 1937 eine Legislaturperiode im Kongress. Im Jahr 1936 verzichtete er auf eine erneute Kandidatur und der Sitz fiel wieder an Collins.
Nach dem Ende seiner Zeit im Kongress war Dunn im Jahr 1938 Berater des Finanzausschusses des US-Senats. Ein Jahr später war er juristischer Berater des Sozialversicherungsausschusses. Danach arbeitete er wieder als Rechtsanwalt mit dem Schwerpunkt als Strafverteidiger. Zwischen 1952 und 1953 war er bei der Bundesstaatsanwaltschaft angestellt. Schließlich wurde er Richter im zehnten Gerichtsbezirk von Mississippi. Seinen Lebensabend verbrachte Dunn in Mobile (Alabama), wo er im Januar 1987 verstarb.